# Càlcul mental

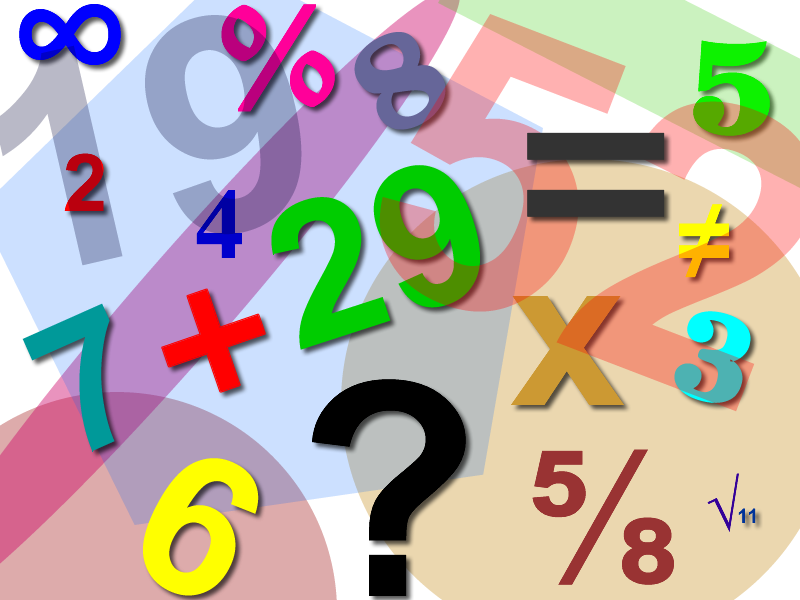
Representació del càlcul mental

El càlcul mental consisteix a efectuar càlculs o operacions numèriques sense cap altre suport que la reflexió o la memòria, usant "la ment". S'utilitza per a avaluar ràpidament ordres de magnitud en converses i negociacions, per exemple, comprovar a cada pas que unes tasques no són incorrectes, i també quan no es disposa de cap altre medi d'ajuda, com àbacs, calculadores o programes de càlcul en computadores. En molts sistemes d'educació es considera una de les competències bàsiques de nivell de primària.